# Allan Herskovic
Allan Herskovic, alla nascita Adolf Herscovich, (Zagabria, 20 aprile 1916 – El Cerrito, 26 febbraio 2011), è stato un tennistavolista jugoslavo naturalizzato italiano e poi statunitense.

## Biografia
Nato a Zagabria come Adolf Herskovich, è stato un giocatore di tennistavolo che rappresentò il suo paese ai campionati mondiali di tennistavolo di Baden nel 1937, di Londra nel 1938 e d'Egitto nel 1939.
In quanto ebreo venne arrestato e rinchiuso nel Campo di internamento di Ferramonti di Tarsia, in provincia di Cosenza, dove rimase fino a quando non venne liberato dagli inglesi nel 1943.
Dopo essersi esibito nel suo sport preferito, al seguito delle truppe inglesi che risalivano l'Italia, alla fine della guerra si stabilì a Roma partecipando ai mondiali, sotto la bandiera italiana, a Londra, Stoccolma e Budapest dal 1948 al 1950.
Si trasferì poi negli Stati Uniti, dove cambiò il suo nome in Allan Herskocic divenendo membro dello Jewish Athletic Club. Qui si stabilì definitivamente e si sposò divenendo cittadino statunitense.